# Pedro Jaime Esteve

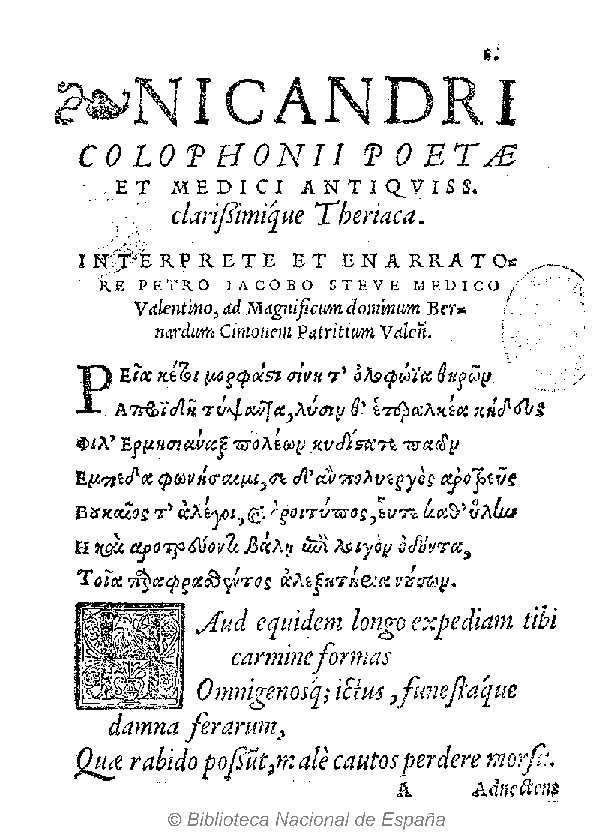
Pedro Jaime Esteve, Nicandri Colophonii poetae et medici antiquissime clarissimi'que Theriaca, Valencia, 1552. Biblioteca Nacional de España.

Pedro Jaime Esteve (San Mateo o Morella c. 1500-Valencia, 1556) fue un médico, botánico y humanista español.

## Biografía
Procedía de una familia instalada en Morella (Castellón), donde quizás nació. Hizo sus estudios según se desprende de sus propios escritos en París y Montpellier donde adquirió una buena formación en historia natural y anatomía, y tuvo como maestro a Guillaume Rondelet. Ejerció su profesión de médico en la ciudad de Valencia desde 1545 como examinador de médicos. Junto con su amigo Miguel Jerónimo Ledesma fue uno de los protagonistas del movimiento humanista enfrentándose a la tradición medieval que le ocasionó problemas como la expulsión durante un año (1548) del claustro universitario. En la Universidad de Valencia fue catedrático de Anatomía y Simples, Cirugía y brevemente también de Griego a la muerte de Ledesma.
Editó el texto griego del libro segundo de las Epidemias de Hipócrates (1551), ilustrada y con la traducción latina, obra fundamental del humanismo médico hispánico. También hizo una edición crítica con comentario (1552) de los Theriaca y Alexipharmaca de Nicandro Colofonio, que son dos poemas en hexámetros donde, entre otras cosas, se trata de los medicamentos para luchar contra los venenos. A su versión en hexámetros latinos añadió breves comentarios críticos al texto de Nicandro y otros que fijaban la nomenclatura latina y valenciana y la clasificación de algunas plantas del Reino de Valencia. De su diccionario de plantas del Reino de Valencia  ("Diccionario de las yerbas y plantas medicinales que se hallan en el Reino de Valencia") solo se conservan fragmentos recogidos por Gaspar Escolano (1610) en su obra  Décadas de Historia de Valencia. Compuso asimismo algunos epigramas en latín y en griego clásico.
En cuanto a la botánica médica se consideraba discípulo de Guillaume Rondelet.
Investigó por primera vez la stevia (Stevia rebaudiana) que se utiliza como edulcorante natural, entre otras plantas que llegaron de América a Valencia, como por ejemplo el agave. De su apellido latinizado (Petrus Jacobus Stevus, nombre con el que firmaba a sus obras en latín) proviene la palabra latinizada stevia.
Antonio José Cavanilles y Palop le dedicó el género neotropical Stevia.